# هيو غريغ
هيو غريغ (بالإنجليزية: Hugh Gregg)‏ هو محامي وسياسي أمريكي، ولد في 22 نوفمبر 1917 في الولايات المتحدة، وتوفي في 24 سبتمبر 2003 في نفس البلد. حزبياً، نشط في الحزب الجمهوري. وقد انتُخب حاكم نيو هامبشاير ‏ (1953 – 6 يناير 1955).